# Джими Куул
„Джими Куул“ (на английски: Jimmy Cool, познат още като Jimmy Two-Shoes) е канадски анимационен телевизионен сериал. Той се излъчва по Disney XD в Обединеното кралство, Teletoon в Канада, Disney Channel и Disney XD в САЩ. Има 52 епизода.

## Сюжет
Джими Куул е дете и живее в град Нещастие, който е управляван от Лушъс Лукави Седми. Той постоянно се опитва да бъде лош, но не винаги се получава. Баща е на Бийзи, който е най-добрият приятел на Джими. Двамата постоянно се забавляват, докато Лушъс се дразни от това. Той притежава компания за производство на нещастие.

## Герои
- Джими Куул е хлапе с богато въображение. Той случайно попада в град Нещастие. Най-трудно му е да запомни името на Лушъс, като му казва: Лусерино, Лусибел и най-често Луси. Най-добрият му приятел е Бийзи. Те винаги се забъркват в големи беди. Джими си има куче на име Сърби.
- Бийзи Джей Лукави е голям бъзльо, обича да яде и да спи. Случката с иконома го кара да бъде самостоятелен. Най-големият му враг е Хелоис. Те не се харесват много. Баща му се казва Лушъс, а гаджето му – Сафи. Той не харесва невестулки.
- Хелоуис е единствената в града, която прави машини за това работи в компания „Нещастие“. Харесва Джими, но той все още не го знае. Най-големият ѝ враг е Бийзи.
- Лушъс Лукави Седми е собственик на компания „Нещастие“. Винаги се цели в причиняване на нещастие, но повечето пъти неуспява, заради Джими и Бийзи. Той си има помощник на име Сами, както и гадже – Джес. Най-големият му враг е невестулката Реджи.
- Сами Гарвин е помощникът на Лушъс. Сами е най-добрият танцьор в град Нещастие.
- Джес е гаджето на Лушас. Има си куче на име Джазмин.
- Сърби е едноокото куче на Джими. Те обичат да се забавляват.
- Джазмин е кучето на Джез.
- Генерал Молотов е генерал, другия помощник на Лушъс. Молотов има две деца на име Тори и Плото.
- Тори е нормално момче. Неговото занимание е да кара малката си сестричка Плато да повръща.
- Пламо е малката сестричка на Тори. Тя почти винаги повръща.
- Реджи е невестулка живееща на връх Нещастие, но обича да се разхожда и в града. Водач е на невестулките. Най-големият му враг е Лушъс.
- Сафи е гаджето на Бийзи.

## В България
В България сериалът започва излъчване през 2009 г. по Jetix. Освен основните епизоди озвучени са и кратките епизоди, които се излъчват по време на рекламните блокове. По-късно започва излъчване по Disney Channel като при излъчването на кратките епизоди дублаж не се пуска. През 2011 започва излъчване по bTV, първоначално сериала се излъчва всеки уикенд от 6.30, по-късно в събота от 6.00 и от 7:00 в неделя. Ролите се озвучават от Златина Тасева, Цанко Тасев, Кирил Ивайлов и Александър Воронов.